# Oven (ozvezdje)
Oven (latinsko Aries) je ozvezdje živalskega kroga. Na severni nebesni polobli se nahaja med Ribama na zahodu  Bikom na vzhodu. Simbol ozvezdja je  (Unicode ♈), ki predstavlja ovnove roge. To je eno izmed 48 ozvezdij, ki jih je v 2. stoletju opisal astronom Ptolemaj, ostaja pa tudi eno izmed 88 modernih ozvezdij. Ozvezdje je srednje-veliko, saj je 39. po velikosti s površino 441 kvadratnih stopinj (1,1 % nebesne krogle).
Čeprav je Oven predstavljal ovna, katerega runo je postala zlato runo starogrške mitologije, je to predstavljal že od babilonskih časov. Pred tem so zvezde Ovna oblikovale kmečke roke. Različne kulture so zvezde Ovna vgradile v različna ozvezdja, vključno z inšpektorji dvojčki na Kitajskem in s pliskavko na Marshallovih otokih. Oven je razmeroma temno ozvezdje, ki ima samo štiri svetle zvezde: Hamal (Alfa Ovna, 2. magnitude), Sheratan (Beta Ovna, 3. magnitude), Mesarthim (Gama Ovna, 4. magnitude) in 41 Ovna (tudi 4. magnitude). Telesa globokega vesolja znotraj ozvezdja so precej šibka, vključujejo pa le nekaj parov delujočih galaksij. Iz Ovna prihaja tudi več meteorskih rojev, med njimi so dnevni Arietidi in Epsilon Arietidi . 

## Zgodovina in mitologija
Oven je sedaj uradno ozvezdje, saj zaseda tudi posebno področje na nebu, ki mu ga je podelila Mednarodna astronomska zveza. Izvorno je bilo ozvezdje definirano v antičnih besedilih kot določeni vzorec zvezd, ozvezdje pa se je ohranilo do danes. Sedaj vključuje izvorni vzorec, pa tudi nekaj sosednjih zvezd. V opisu Babilonskega zodiaka, ki je zapisan na glinenih ploščicah, znanih kot MUL.APIN, je ozvezdje, sedaj znano kot Oven, bilo zadnja postaja skozi ekliptiko. MUL.APIN je bila izčrpna tabela vzhodov in zahodov zvezd, ki je najverjetneje služila kot agrikulturni koledar. Sodobni Oven je bil znan kot MULLÚ.ḪUN.GÁ, "Kmečki delavec" ali "Najeti mož". Čeprav je bil verjetno MUL.APIN izdelan v 11. ali 12. stoletju pr. n. št., zapisuje Plejade kot severni nebesni poldnevnik, kar je veljalo v sredini bronaste dobe. Najzgodnejša omemba Ovna kot ločeno ozvezdje izhaja iz mejnikov od 1350 do 1000 pr. n. št. Na več mejnikih je zodiakalna oblika ovna ločena od ostalih oblik. Premik iz Kmečkega delavca v Ovna se je najverjetneje zgodil v kasnejši babilonski tradiciji zaradi Dumuzija, pastirja. Ko je bil narejen MUL.APIN—okoli 1000 pr. n. št.—je bil moderen Oven definiran tako kot Dumuzijev oven in najeti delavec. Natančen premik je težko določiti zaradi pomanjkanja slik Ovna ali ostalih slik.
V antični egipčanski astronomiji je bila oblika povezana z bogom Amon-Ra, ki je bil označen kot moški z ovnovo glavo, predstavljal pa je rodnost in ustvarjalnost. To je eden izmed razlogov, da je znak povezan z bikom. Ker je bil blizu marčevskega severnega poldnevnika, se je imenoval "Kazalnik sončevega vstajenja". Med časi vidnosti Ovna, bi svečeniki nosili kipe boga Amon-Ra v templje, kar so stoletja kasneje spremenili perzijski astronomi. Oven je v Egiptu dobil ime "Gospodar glave", kar se je nanašalo na simbolično in mitološko pomembnost.
Oven ni bilo popolnoma sprejeto ozvezdje vse do klasičnih časov. V helenistični astrologiji je bilo ozvezdje Ovna povezano z zlato runo v grški mitologiji, ki je rešilo Friksa in Hele na ukaz Hermesa, kjer je vzel Friksa na Kolhido. Friks in Hele sta bila sin in hčerka kralja Atamasa in njegove prve žene Nefele. Kraljeva druga žena, Ino, je bila ljubosumna in je želela otroke ubiti. Da bi to storila, je poslala v Beocijo lakoto, kasneje pa je ponaredila sporočilo orakla iz Delfov, da mora biti Friks žrtvovan za konec lakote. Atamas ga je že hotel žrtvovati na gori Lafistium, ko je prišel Oven, ki ga je poslala Nefele. Hele je v letu padla z Ovnovega hrbta in se je utopila v Dardanelah, imenovanih tudi Hellespont v njeno čast. Po prihodu je Friks žrtvoval ovna Zevsu in je dal krzno Eetu Kolhide, ki ga je nagradil s svojo hčerko Kalkiope. Eet je obesil krzno na sveto mesto, kjer je postalo znano kot zlato runo, ščitil ga pa je zmaj. V naslednjem mitu so zlato runo ukradli Jazon in Argonavti.
Skozi zgodovino je bil Oven narisan kot skodran oven brez kril, z glavo obrnjeno proti Biku. Ptolemaj je v svojem Almagestu trdil, da je Hiparh označil Alfo Ovna kot ovnov gobec, toda Ptolemaj ga ni vključil v svojo risbo. Namesto tega jo je v seznam dal kot "zvezda brez oblike", označil pa jo je z "zvezda nad glavo". John Flamsteed je v svojem Atlas Coelestis sledil Ptolemajevem opisu z izrisom nad glavo. Flamsteed je sledil splošnemu dogovoru, da Oven leži navzdol obrnjen. Astrološko je bil Oven povezan z glavo in humorji. Močno je bil povezan z Marsom, tako planetom, tako bogom. Vodil naj bi zahodno Evropo in Sirijo, označeval pa naj bi močan osebni značaj.
Prva Ovnova točka (tudi pomladišče) se imenuje po tem ozvezdju. To se zgodi zato, ker je Sonce v Ovnu pred dvema tisočletjema prečkalo nebesni ekvator od juga proti severu. Hiparh je leta 130 pr. n. št. to točko definiral južno od Game Ovna. Zaradi precesije enakonočij se je pomladišče premaknilo v Ribi, okoli 2600 n. št. pa se bo premaknilo v Vodnarja. Sonce je sedaj v Ovnu od poznega aprila do sredine maja, zato se ozvezdje še vedno povezuje z začetkom pomladi.
Srednjeveški muslimanski astronomi so Ovna upodobili različno. Astronomi, kot je tudi al-Sufi, so na nebu videli ovna, ki ga je že ustalil Ptolemaj. Toda nekateri islamski nebesni globusi so prikazovali ovna kot neopisljivo štirinožno žival. Nekateri Beduini so videli ovna povsod na nebu; ozvezdje je imelo Plejade kot ovnov rep. Splošno priznana arabska oblika Ovna je iz trinajstih zvezd v obliki in s petimi "neoblikovanimi" zvezdami, od katerih so bile štiri zvezde v zadnjem delu, ena pa preko ovnove glave. Al-Sufijev prikaz se je razlikoval od ostalih arabskih astronomov in Flamsteeda, saj ga je prikazal kot da teče in gleda predse.
Leta 1922 je Mednarodna astronomska zveza definirala priporočeno tričrkovno oznako "Ari". Uradne meje ozvezdja je leta 1930 definiral Eugène Delporte kot večkotnik iz 12 stranic. Rektascenzija ozvezdja je med 1h 46,4m in 3h 29,4m, deklinacija pa leži med 10,36° in 31,22° v ekvatorskem koordinatnem sistemu.

## Značilnosti

### Zvezde
Oven ima tri svetlejše zvezde, ki tvorijo asterizem, ki jih je Johann Bayer poimenoval Alfa, Beta in Gama Ovna. Alfa (Hamal) in Beta (Šeratan) so pogosto uporabljata v navigaciji. V ozvezdju je tudi ena zvezda nad četrto magnitudo, 41 Ovna (Bharani). α Ovna, tudi Hamal, je najsvetlejša zvezda Ovna. Njeno tradicionalno ime izvira iz arabske besede za "jagnje" ali "glavo ovna" (ras al-hamal), ki se nanaša na Ovnovo mitološko zgodovino. S spektralnim razredom K2 in svetlostnim razredom III, je to oranžna orjakinja z navideznim sijem 2,00. Od nas je oddaljena 66 svetlobnih let. Hamal ima izsevnost 96 L☉ in absolutno magnitudo −0,1.
β Ovna, znana tudi kot Šeratan, je modrobela zvezda z navidezno magnitudo 2,64. Njeno tradicionalno ime izvira iz "sharatayn", kar v arabščini pomeni "dva znaka", kar se nanaša na Beto in Gamo Ovna, ki se nahajata pri severnem nebesnem poldnevniku. Dve zvezdi sta bili Beduinom znani kot "qarna al-hamal", "rogovi ovna". Od nas je oddaljena 59 svetlobnih let. Ima izsevnost 11 L☉ in absolutno magnitudo 2,1. To je spektroskopska dvojna zvezda, saj je spremljevalka glavne zvezde znana le glede na analizo spektra. Spektralni razred glavne zvezde je A5. Hermann Carl Vogel je leta 1903 določil, da je to binarna zvezda; njeno tirnico je določil Hans Ludendorff leta 1907. V nadaljnjih časih so potekale raziskave o njeni izsredni tirnici.
γ Ovna, z pogostim imenom Mesartim, je binarna zvezda z dvema belima komponentama. Nahaja se v gostem polju 8.–12. magnitudnih zvezd. Njeno tradicionalno ime ima nasprotujoče si izpeljave. Lahko se izpelje "al-sharatan", arabska beseda za "par" ali "debel oven". Lahko pa prihaja tudi iz sanskrita za "prvo zvezdo Ovna" ali iz hebrejščine za "ministrove služabnike", toda oba jezika sta nenavadna jezika za izvorna imena zvezd. Skupaj z Beto Ovna je bila znana Beduinom kot "qarna al-hamal". Primarna zvezda ima magnitudo 4,59, sekundarna pa 4,68. Sistem je od nas oddaljen 164 svetlobnih let. Zvezdi sta med sabo ločeni za 7,8 kotnih sekund, sistem kot celota pa ima navidezno magnitudo 3,9. Primarna zvezda ima izsevnost 60 L☉ sekundarna pa 56 L☉; primarna komponenta je zvezda tipa A z absolutno magnitudo 0,2, sekundarna komponenta pa je zvezda tipa B9 z absolutno magnitudo 0,4. Kot med obema komponentama je 1°. Da je Mesartim dvojna zvezda, je odkril Robert Hooke leta 1664, kar je eno izmed najzgodnejših teleskopskih odkritij. Primarna zvezda, γ1 Ovna, je spremenljivka tipa Alfe² Lovskih psov, ki niha na razponu 0,02 magnitude s periodo 2,607 dni. Zvezda je zaradi močnih silicijevih emisijskih črt zelo nenavadna.

### Meteorski roji
Oven je dom tudi več meteorskim rojem. Dnevni Arietidi so eni izmed najmočnejših meteorskih rojev, ki se zgodijo podnevi. Trajajo od 22. maja do 2. julija. To je letni roj, ki je povezan z Marsdenovo skupino kometov z vrhuncem 7. junija z maksimalno zenitno urno frekvenco 54 meteorjev. Njihovo starševsko telo je morda asteroid Ikar. Meteorji so včasih vidni pred zoro, saj je radiant 32 stopinj stran od Sonca. Po navadi se pojavijo s pogostostjo 1–2 meteorjev na uro kot "earthgrazerji", meteorji, ki trajajo več sekund in se začnejo na obzorju. Ker večina Dnevnih Arietidov ni vidnih s prostim očesom, se opazujejo v radijskem spektru. To je možno zaradi ioniziranega plina, ki ga pustijo za sabo. Iz Ovna pa izvirajo še drugi meteorski roji: to so Dnevni Epsilon Arietidi in Severni ter Južni dnevni majevski Arietidi. Observatorij Jodrell Bank je Dnevne Arietide odkril leta 1947, ko sta James Hey in G. S. Stewart zagnala radarske sisteme iz 2. svetovne vojne za meteorska opazovanja.

### Planetarni sistemi
Oven vsebuje več zvezd z zunajosončnimi planeti (eksoplaneti). HIP 14810, zvezda tipa G5, ima tri orjaške planete (več kot deset zemljinih mas). HD 12661, kot HIP 14810, je zvezda glavne veje tipa G, le rahlo večja od Sonca. Okoli nje krožita dva planeta. En planet je 2,3-krat masivnejši od Jupitra, drugi pa 1,57-krat masivnejši od Jupitra. HD 20367 je zvezda tipa G0 in približno enako veliko kot Sonce. Okoli nje kroži en planet. Ta planet, odkrit leta 2002, ima 1,07 jupitrovih mas in zvezdo obkroži vsakih 500 dni. Leta 2019 so znanstveniki, ki so vodili pregled neba CARMENES na observatoriju Calar Alto sporočili, da okoli zvezde krožita dva zemljina približka (planeta, podobna kot Zemlja) znotraj zvezdinega naseljivega območja.

### Citati
1. 1 2  Russell 1922, str. 469.
2. 1 2  »Aries, constellation boundary«. The Constellations. International Astronomical Union. Arhivirano iz prvotnega spletišča dne 4. junija 2013. Pridobljeno 14. februarja 2014.
3. 1 2 3 4 5  Thompson & Thompson 2007, str. ;90–91.
4. ↑  RECONS, The 100 Nearest Systems.
5. ↑  Pasachoff 2000, str. ;128–189.
6. ↑  Evans 1998, str. 6.
7. ↑  Rogers, Mesopotamian Traditions 1998.
8. 1 2 3  Staal 1988, str. ;36–41.
9. ↑  Olcott 2004, str. 56.
10. ↑  Rogers, Mediterranean Traditions 1998.
11. 1 2  Pasachoff 2000, str. ;84–85.
12. 1 2 3  Ridpath 2001, str. ;84–85.
13. 1 2 3 4 5  Moore & Tirion 1997, str. ;128–129.
14. 1 2 3 4  Ridpath, Star Tales Aries: The Ram.
15. ↑  Evans 1998, str. ;41–42.
16. ↑  Winterburn 2008, str. 5.
17. ↑  Olcott 2004, str. ;57–58.
18. 1 2 3 4  Winterburn 2008, str. ;230–231.
19. ↑  Savage-Smith & Belloli 1985, str. 80.
20. ↑  Savage-Smith & Belloli 1985, str. 123.
21. ↑  Savage-Smith & Belloli 1985, str. ;162–164.
22. ↑  IAU, The Constellations, Aries.
23. ↑  Ridpath, Popular Names of Stars.
24. ↑  »Naming Stars«. IAU.org. Arhivirano iz prvotnega spletišča dne 11. aprila 2020. Pridobljeno 30. julija 2018.
25. ↑  SIMBAD Alpha Arietis.
26. 1 2 3 4  Moore 2000, str. ;337–338.
27. 1 2  Savage-Smith & Belloli 1985, str. 121.
28. ↑  SIMBAD Beta Arietis.
29. 1 2 3  Burnham, Jr. 1978, str. ;245–252.
30. ↑  Davis 1944.
31. ↑  SIMBAD Gamma Arietis.
32. ↑  Jopek, "Daytime Arietids".
33. ↑  Bakich 1995, str. 60.
34. ↑  NASA, "June's Invisible Meteors".
35. 1 2  Jenniskens 2006, str. ;427–428.
36. ↑  Jopek, "Meteor List".
37. ↑  Wright et al. 2009.
38. ↑  ExoPlanet HD 12661.
39. ↑  ExoPlanet HD 20367.

### Spletni viri
- »Aries Constellation Boundary«. The Constellations. International Astronomical Union. Arhivirano iz prvotnega spletišča dne 11. avgusta 2020. Pridobljeno 25. maja 2012.
- »Notes for star HD 12661«. Extrasolar Planets Encyclopaedia. Arhivirano iz prvotnega spletišča dne 5. maja 2012. Pridobljeno 12. junija 2012.
- »Notes for star HD 20367«. Extrasolar Planets Encyclopaedia. Pridobljeno 12. junija 2012.
- Jopek, T. J. (3. marec 2012). »Daytime Arietids«. Meteor Data Center. International Astronomical Union. Arhivirano iz prvotnega spletišča dne 25. oktobra 2012. Pridobljeno 24. maja 2012.
- Jopek, T. J. (3. marec 2012). »List of All Meteor Showers«. Meteor Data Center. International Astronomical Union. Arhivirano iz prvotnega spletišča dne 12. avgusta 2012. Pridobljeno 24. maja 2012.
- Lunsford, Robert (16. januar 2012). »2012 Meteor Shower List«. American Meteor Society. Pridobljeno 20. junija 2012.
- »June's Invisible Meteors«. NASA. 6. junij 2000. Arhivirano iz prvotnega spletišča dne 17. avgusta 2020. Pridobljeno 24. maja 2012.
- »The 100 Nearest Star Systems«. Research Consortium on Nearby Stars. 1. januar 2012. Arhivirano iz prvotnega spletišča dne 13. maja 2012. Pridobljeno 25. maja 2012.
- Ridpath, Ian. »Popular Names of Stars«. Pridobljeno 26. maja 2012.
- Ridpath, Ian (1988). »Aries: The Ram«. Star Tales. Pridobljeno 24. maja 2012.
- Ridpath, Ian (1988). »Musca Borealis«. Star Tales. Pridobljeno 10. julija 2012.

SIMBAD
- »Alpha Arietis«. SIMBAD. Centre de données astronomiques de Strasbourg. Pridobljeno 25. maja 2012.
- »Beta Arietis«. SIMBAD. Centre de données astronomiques de Strasbourg. Pridobljeno 25. maja 2012.
- »Gamma Arietis«. SIMBAD. Centre de données astronomiques de Strasbourg. Pridobljeno 25. maja 2012.
- »Lambda Arietis«. SIMBAD. Centre de données astronomiques de Strasbourg. Pridobljeno 25. maja 2012.
- »Pi Arietis«. SIMBAD. Centre de données astronomiques de Strasbourg. Pridobljeno 25. maja 2012.
- »Delta Arietis«. SIMBAD. Centre de données astronomiques de Strasbourg. Pridobljeno 25. maja 2012.
- »Zeta Arietis«. SIMBAD. Centre de données astronomiques de Strasbourg. Pridobljeno 25. maja 2012.
- »14 Arietis«. SIMBAD. Centre de données astronomiques de Strasbourg. Pridobljeno 25. maja 2012.
- »39 Arietis«. SIMBAD. Centre de données astronomiques de Strasbourg. Pridobljeno 25. maja 2012.
- »35 Arietis«. SIMBAD. Centre de données astronomiques de Strasbourg. Pridobljeno 25. maja 2012.
- »41 Arietis«. SIMBAD. Centre de données astronomiques de Strasbourg. Pridobljeno 25. maja 2012.
- »53 Arietis«. SIMBAD. Centre de données astronomiques de Strasbourg. Pridobljeno 25. maja 2012.
- »R Arietis«. SIMBAD. Centre de données astronomiques de Strasbourg. Pridobljeno 25. maja 2012.
- »T Arietis«. SIMBAD. Centre de données astronomiques de Strasbourg. Pridobljeno 25. maja 2012.
- »Arp 276«. SIMBAD. Centre de données astronomiques de Strasbourg. Pridobljeno 12. junija 2012.